# Maria Luigia Raggi
Maria Luigia Raggi (Genova, ante 15 febbraio 1742 – Genova, 25 marzo 1813) è stata una pittrice italiana, monaca turchina.

## Biografia
Battina Ignazia Raggi entrò a 11 anni, come educanda, nel convento dell'Incarnazione di Genova dove divenne novizia il 2 settembre 1760. Esponente di una delle più importanti famiglie della Repubblica, la giovane Raggi fu obbligata a entrare nel monastero dell'Ordine della Santissima Annunziata, meglio note come turchine, per obbedire alle severe norme che regolavano la vita sociale genovese di ancien régime. Visse una vita che non aveva scelto, con un nuovo nome e una nuova identità: Suor Maria Luisa Domenica Vittoria. Grazie anche all'educazione di privilegio ricevuta, dedicò tutta la sua esistenza alla pittura producendo nella sua lunga carriera oltre ottanta tra dipinti di paesaggio e capricci. Morì nel 1813 a Genova.

## Opere
Tra le oltre ottanta opera assegnatele nel recente catalogo ragionato, solo una reca una data: 1796. I dipinti, tutte tempere su carta, sono caratterizzati da una tavolozza chiara e lucente, che dà vita a piccole scenette bucoliche tipiche della cultura tardo rococò.
La scoperta di alcuni importanti documenti ha permesso la restituzione all'artista della maternità di alcune opere, fino a quel momento attribuite al "Maestro dei capricci di Prato", o "Un anonimo paesista settecentesco di rovine romane" o ancora allo "Pseudo-Anesi", al quale Federico Zeri aveva attribuito più di venti dipinti conservati nel Museo Civico di Prato e nel Museo Nelson-Atkins. L'individuazione casuale di quattro tempere firmate «M. Luisa Raggi» ha definitivamente cancellato i dubbi di attribuzione del corpus complessivo del "Maestro dei capricci di Prato" restituendolo alla pittrice ligure.
Sue opere sono conservate nei Musei capitolini e nell'Accademia di San Luca a Roma, nel Museo Civico di Prato, nel Museo Nelson-Atkins di Kansas City e in molte collezioni private sia in Europa che negli Stati Uniti.